# Cha Cha
Cha Cha és una pel·lícula neerlandesa del 1979 escrita per Herman Brood i dirigida per Herbert Curiel. És protagonitzada per Herman Brood, Nina Hagen, Lene Lovich i Les Chappell. Estrenada el 13 de desembre de 1979, la pel·lícula és la història d'un lladre de bancs que intenta canviar la seva vida i convertir-se en una estrella de rock. Té lloc a l'escena punk i new wave d'Amsterdam. Tots els personatges de la pel·lícula tenen els mateixos noms que els actors. Cha Cha compta amb actuacions musicals dels actors principals. La banda sonora de la pel·lícula va ser publicada per CBS i Ariola Records. Des de llavors, el llargmetratge s'ha convertit en una pel·lícula de culte.